# كوجي يوشيكاوا
كوجي يوشيكاوا (باليابانية: 吉川 公二) (4 يوليو 1973 في شيمانه في اليابان – )؛ هو لاعب كرة قدم سابق كان يلعب كلاعب وسط.